# Station Wysoka Kamieńska
Station Wysoka Kamieńska is een spoorwegstation in de Poolse plaats Wysoka Kamieńska.